# Onsernone
Onsernone (in dialetto ticinese Zarnón o Onsernom) è un comune svizzero di 663 abitanti del Canton Ticino, nel distretto di Locarno.

## Geografia fisica
Il territorio comunale comprende il territorio della valle Onsernone, solcata dal torrente Isorno e comunicante con la val Vigezzo tramite la Bocchetta di Sant'Antonio (1841 m s.l.m.). 

## Storia

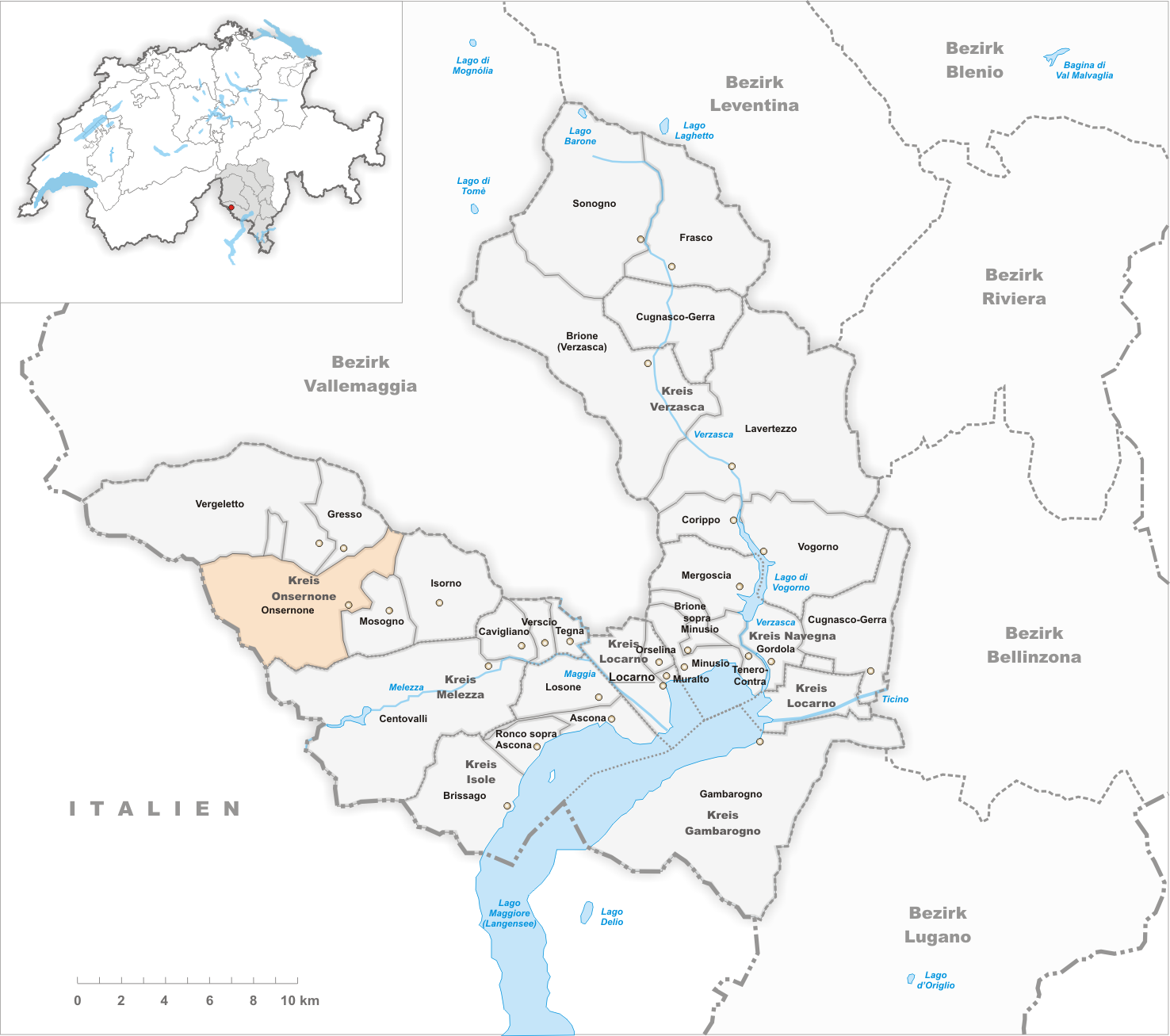
Il territorio del comune di Onsernone prima degli accorpamenti comunali del 2016

Il comune di Onsernone è stato istituito il 1° gennaio 1995 con la fusione dei comuni soppressi di Comologno, Crana e Russo; il  10 aprile 2016 ha inglobato i comuni soppressi di Gresso, Isorno (a sua volta istituito nel 2001 con la fusione dei comuni soppressi di Auressio, Berzona e Loco), Mosogno e Vergeletto. Capoluogo comunale è Russo.

## Lingue e dialetti
La popolazione della valle parla in maggioranza un idioma lombardo-retico, molto particolare, il comune inoltre come tutto il Ticino riconosce e promuove la "lingua lombarda".

### Evoluzione demografica
L'evoluzione demografica è riportata nella seguente tabella:
Abitanti censiti

## Natura
Nel comune di Onsernone sono presenti due riserve forestali. La Riserva forestale dell'Arena in valle Vergeletto, istituita nel 1992, dove si trovano principalmente boschi misti di abete, larice e faggio, e la Riserva forestale dell'Onsernone istituita nel 2002 (foreste di abete bianco, boschi di forra e lariceti). Della loro gestione si occupa il Comune e un'apposita commissione a cui partecipano anche un rappresentante dell'ufficio forestale e uno di Pro Natura Ticino.

## Geografia antropica

### Frazioni
- Auressio
- Berzona
  - Seghelina
- Comologno
  - Cappellino
  - Corbella
  - Spruga
  - Vocaglia
- Crana
- Gresso
- Loco
  - Niva
  - Rossa
- Mosogno
  - Bairone
  - Chiosso
  - Mosogno Sotto
- Russo
- Vergeletto